# Bactris faucium
Bactris faucium är en enhjärtbladig växtart som beskrevs av Carl Friedrich Philipp von Martius. Bactris faucium ingår i släktet Bactris och familjen Arecaceae. Inga underarter finns listade i Catalogue of Life.